# Bernardo Michelozzi
 (mars 2012).
Si vous disposez d'ouvrages ou d'articles de référence ou si vous connaissez des sites web de qualité traitant du thème abordé ici, merci de compléter l'article en donnant les références utiles à sa vérifiabilité et en les liant à la section « Notes et références ».
Bernardo Michelozzi (né le 13 août 1455 et mort le 7 mars 1519) est un évêque italien de la fin du XVe et du début du XVIe siècle qui fut le précepteur de Jean de Médicis, futur pape Léon X.

## Biographie
Bernardo Michelozzi est le fils de l'illustre architecte et sculpteur florentin, Michelozzo di Bartolommeo Michelozzi (1396-1472), dit Michelozzo, architecte favori de Cosme de Médicis, et de Francesca Galigari.
Il est aussi le frère de Niccolò Michelozzi, qui fut le successeur de Nicolas Machiavel comme secrétaire de la République florentine.
En juillet 1479, il est chargé de l'éducation de Jean de Médicis, qui sera élu pape en 1513 sous le nom de Léon X.
Appelé par ses contemporains « Bernadus Rhetor », il obtient le 16 juillet 1482 son doctorat en droit canonique.
Le pape Léon X le nomme son chambellan, puis premier secrétaire.
En 1516, il est nommé évêque de Forlì, ce qui constitue l'aboutissement d'une longue vie à la cause des Médicis.
Il meurt le 7 mars 1519.